# Out There (album d'Eric Dolphy)
Pour les articles homonymes, voir Out There.
Albums de Eric Dolphy
Other Aspects
(1960) Caribé
(1960)
Out There est un album d'Eric Dolphy sorti en 1960.

## Description
Out There est le deuxième album de Dolphy pour le label Prestige Records. Pour la composition du groupe il s’inspire des années passées avec le quintet de Chico Hamilton en faisant appel au violoncelle de Ron Carter, instrument rare en jazz,.

## Pistes
| No | Titre           | Musique                     | Durée |
| -- | --------------- | --------------------------- | ----- |
| 1. | Out There       | Eric Dolphy, Charles Mingus | 6:55  |
| 2. | Serene          | Eric Dolphy                 | 7:01  |
| 3. | The Baron       | Eric Dolphy                 | 2:57  |
| 4. | Eclipse         | Charles Mingus              | 2:45  |
| 5. | 17 West         | Eric Dolphy                 | 4:50  |
| 6. | Sketch Of Melba | Randy Weston                | 4:40  |
| 7. | Feathers        | Hale Smith                  | 5:00  |

## Musiciens
- Eric Dolphy – Saxophone alto, clarinette basse, flûte traversière
- Ron Carter – Contrebasse, violoncelle
- George Duvivier - Contrebasse
- Roy Haynes - Batterie